# 蔡松棋
蔡松棋（英文名：Pyramid），台湾省新北市贡寮人，曾于贡寮澳底国小和板桥莒光国小担任过老师，大学就读中兴大学经济学系夜间部，大学毕业后，通过高普考，进入阳明海运工作，之后就读国立政治大学企业管理硕士、上海财经大学会计学博士。因小时候家境不佳，他认为“只有取得专业的资格，才能翻身。”担任扶轮总监期间，举办第一届国际扶轮公益新闻金轮奖，认为“为善，应该让人知道。”曾任安侯建业联合会计师事务所副董事，中华民国会计师公会联合会副理事长，是众智联合会计师事务所创办人、2006年担任国际扶轮3520地区总监，于2011年带领百位KPMG安侯建业的同仁泳渡日月潭，现任易帆特国际企业顾问股份有限公司董事长、國立東華大學管理學院会计学系兼任副教授、台湾晶技股份有限公司独立董事、审计委员会委员。

## 扶轮经历
- 1991　台北南门扶轮社(创社社员)
- 1999－2000 台北龙门扶轮社创社社长
- 2003－2004 3520地区第七分区助理总监
- 2005－2006 辅导成立龙成扶轮社辅导委员
- 2006－2007 担任国际扶轮第3520地区地区总监[8]

## 著作
- 《大陆投资经营关系法规》[9]
- 《上市柜直通车-两岸三地暨新加坡上市实用指南》[10]